# Merlion

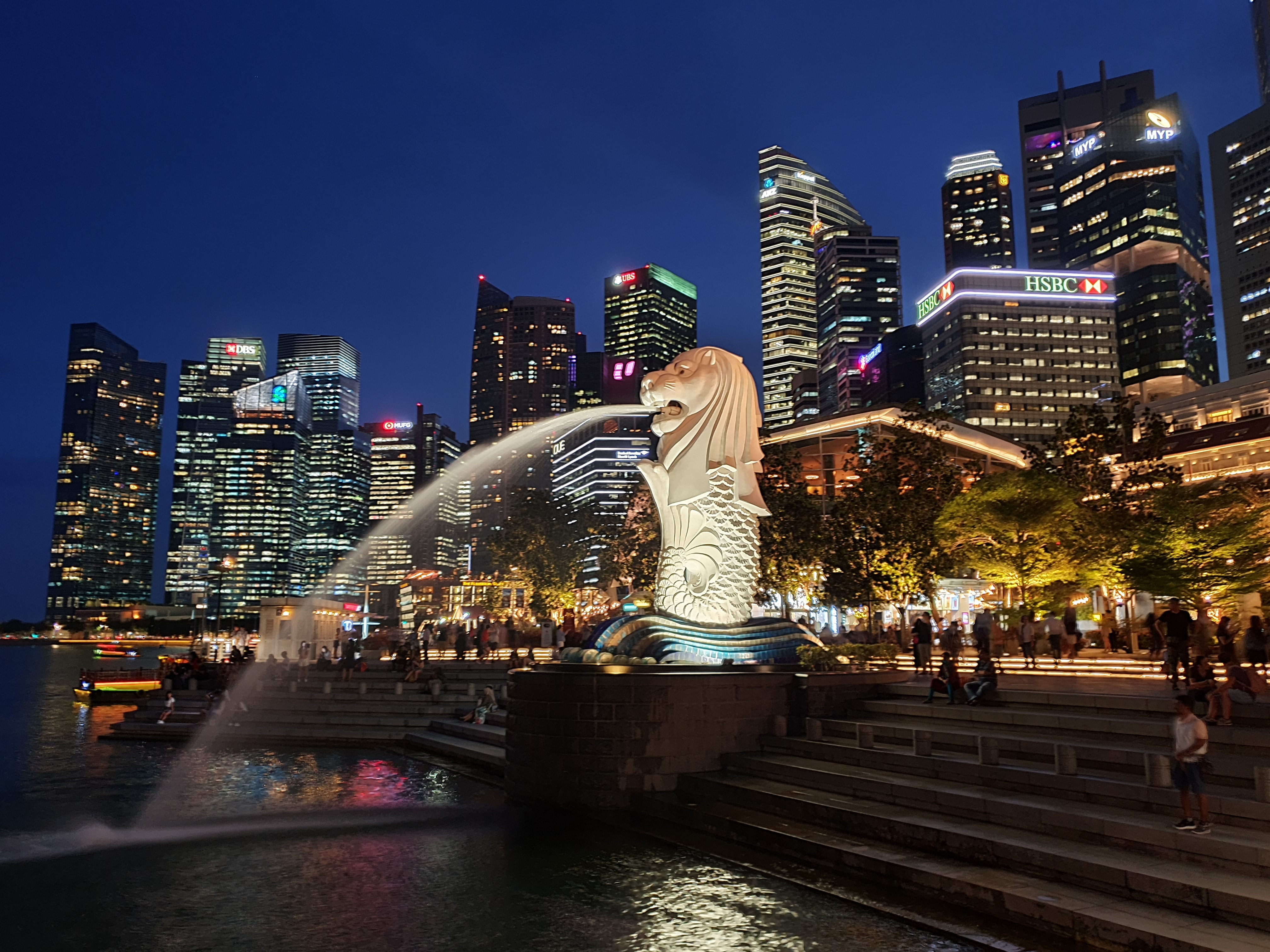
Le Merlion est le symbole de Singapour.

Le Merlion (Sinogramme simplifié 鱼尾狮 ; Hanyu pinyin : Yúwěishī) est une statue à tête de lion et au corps de poisson située à Singapour. Le nom est un mot-valise (néologisme) formé des mots mermaid (« sirène » en anglais) et lion. Le Merlion a été créé en 1964 par Fraser Brunner pour l'office du tourisme de Singapour pour lequel il a d'ailleurs servi de logo jusqu'en 1997. Le Merlion continue d'ailleurs d'être son emblème commercial. Il apparaît d'ailleurs fréquemment dans les objets souvenirs soutenus par l'office du tourisme.
La statue originale du Merlion se trouve à l'embouchure du fleuve Singapour, sur Marina Bay, tandis qu'une réplique plus grande se trouve sur l'île de Sentosa.
Selon une campagne publicitaire de l'office du tourisme de Singapour, la tête de lion et le corps de poisson de la créature rappellent l'histoire du légendaire Parameswara, qui faisant route vers Malacca, a aperçu un lion lorsqu'il chassait sur une île. Il est probable qu'à cette époque l'île devint le port maritime de Temasek, précurseur de Singapour.

## Événements
- Entre le 5 juin et le 10 juillet 2006, le Merlion fit l'objet d'un toilettage. Les visiteurs furent accueillis par des palissades illustrées entourant l'ouvrage. Les illustrations furent réalisées par Miel, un artiste renommé.

## Autres Merlions
Il existe cinq Merlions officiellement reconnus par l'office du tourisme de Singapour. Ceux-ci comprennent deux exemplaires au parc du Merlion (œuvres du sculpteur Lim Nang Seng, terminés en 1972) dont un est le plus petit Merlion et l'autre le Merlion principal.
Les autres Merlions sont :
- Une plus grande réplique à Sentosa ;
- Un au mont Faber ;
- Un au Palais du Tourisme à Orchard Spring Lane.

## Imitations du Merlion
De nombreuses imitations du Merlion existent à Singapour et en Chine. Celles-ci ne sont pas reconnues par l'Office du Tourisme.

## Le Merlion dans l'art et la culture populaires
Le Merlion est devenu un cliché visuel de Singapour, récurrent dans les souvenirs touristiques, l'art et la culture populaires, notamment dans des poèmes, dans de nombreux films ou séries télévisées locales. Il a fait une apparition dans un épisode de Cowboy Bebop, et est représenté dans un circuit du jeu Mario Kart Tour basé sur Singapour.